# Бодмин-Мур

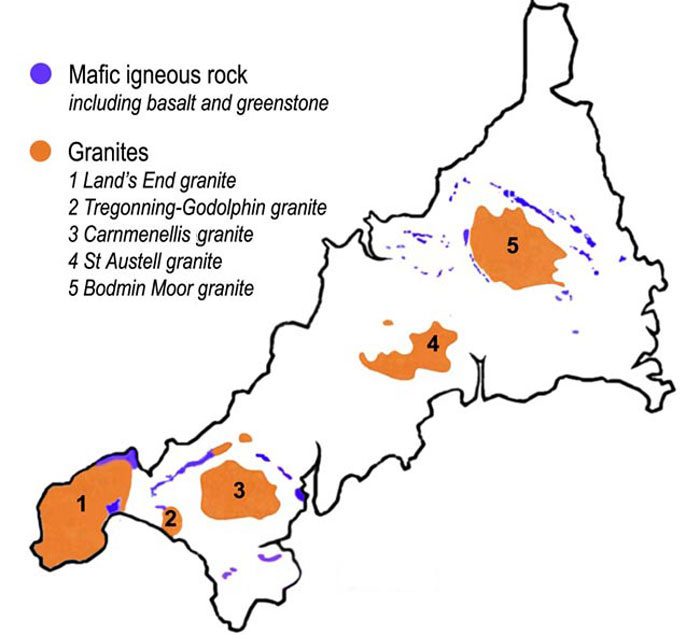
Бодмин-Мур на карте Корнуолла (под цифрой 5)

Бодмин-Мур (англ. Bodmin Moor, корн. Goen Bren) — холмистое болотистое урочище, вересковая пустошь в Корнуолле, Англия.
Является участком особого научного значения.
Название Бодмин-Мур появилось относительно недавно, до 1813 года на картах данная местность обозначалась как «Fowey Moor» по реке Фои (Fowey, Fowy). Современное название появилось благодаря городу Бодмин.
Бодмин-Мур признана как место исключительной природной красоты как часть ландшафтного парка Корнуолл.
Самая высокая точка Корнуолла холм Браун-Уилли (420 м) расположен в Бодмин-Мур.
Значительную часть местности составляют болота, в жаркое лето некоторые пересыхают. Остальная часть пустоши представляет собой холмистые пастбища заросшие вереском и другой низкой растительностью.
В Бодмин-Мур находится около 500 хозяйств в которых содержатся около 10000 мясных коров, 55000 овец и коло 1000 лошадей и пони.

## Легенды
Согласно легендам Артурова цикла, на одном из озёр Бодмин-Мур король Артур получил меч Эскалибур. В нескольких английских версиях смерти Артура, включая «Смерть Артура» Мэлори, «Alliterative Morte Arthure» и «Stanzaic Morte Arthur», Артур и его верный вассал Бедивер оказываются среди немногих выживших в битве при Камланне. И после битвы, по просьбе смертельно раненного короля, Бедивер относит Экскалибур обратно Владычице Озера. Впрочем, делает он это не сразу, так как считает, что меч слишком ценен для Британии, чтобы просто бросить его в воду. Он прячет Экскалибур и дважды возвращается к Артуру, сказав, что выполнил поручение и ничего особенного не случилось, но всякий раз король обвиняет его во лжи, так как знает, что возвращение волшебного меча должно вызвать некое сверхъестественное событие. Наконец, сэр Бедивер все-таки бросает меч в воду. Из волн появляется рука, которая ловит меч, взмахивает им в воздухе и скрывается под водой. Теперь Артур убеждается, что меч действительно возвращен.
В 1974 году в Бодмин-Муре приобрёл усадьбу Барли-Сплатт скандально известный судебными процессами по обвинению в педофилии британский художник и фотограф Грэм Овенден. Он перестроил усадебный дом по собственному проекту в стиле неоготики. Здание занесено в список лучших образцов архитектуры 1970-х годов в Великобритании.
С 1983 года стали появляться сообщения о большом диком представителе кошачьих, обитающем в Бодмин-Муре. Данная легенда широко освещалась в прессе, животное получило прозвище Бодминский зверь.